# فورست تايلور
فورست تايلور (بالإنجليزية: Forrest Taylor)‏ هو ممثل أمريكي، ولد في 29 ديسمبر 1883 في الولايات المتحدة، وتوفي بنفس المكان في 19 فبراير 1965.

## وصلات خارجية
- فورست تايلور على موقع IMDb (الإنجليزية)
- فورست تايلور على موقع ألو سيني (الفرنسية)
- فورست تايلور على موقع أول موفي (الإنجليزية)
- فورست تايلور على موقع قاعدة بيانات برودواي على الإنترنت (الإنجليزية)
- فورست تايلور على موقع قاعدة بيانات الأفلام السويدية (السويدية)
- فورست تايلور على موقع قاعدة بيانات الفيلم (الإنجليزية)
- فورست تايلور على موقع كينوبويسك (الروسية)